# 고향의 봄
고향의 봄은 이원수 작사, 홍난파 작곡의 동요이다. 1927년~1929년경 일제강점기 때에 만들어졌다.

## 개요
이 노래는 일제 식민지 시절 경술국치 이전의 조선을 그리워하며 조국을 떠나 만주, 연해주 등지에서 독립운동을 하는 운동가들의 심정을 우회적으로 잘 표현했다. 식민지 치하에서도 한민족의 것을 지키고자 하는 지식인의 심정이 잘 표현된 곡이라고 할 수 있다. 이 노래의 가사는 원래 1925년에 이원수가 자기 고향을 그리며 쓴 것을 나중에 소파 방정환이 1907년에 창간한 잡지 어린이 35호 1926년 발행판에 시 문학 문예 공모전에서 당선되어 실린 것을 보고 산토끼를 작사·작곡 한 이일래가 맨 처음 작곡하였지만, 마산 지역에서만 불리다가 홍난파가 발견하고 다시 작곡을 하여 대중들이 즐겨 부르게 되었다. 그 후 1999년에 이를 기리기 위한 고향의 봄 창작동요제가 개최되고 있다.